# The Betrayal of the American Right
The Betrayal of the American Right este o carte scrisă de Murray Rothbard la începutul anilor 1970 și publicată de Institutul Ludwig von Mises în 2007.

## Rezumat
Rothbard descrie modul în care Vechea Dreaptă americană⁠(d) , în fruntea căreia erau intelectuali precum Albert Jay Nock și H. L. Mencken, a fost preluată de către neoconservatori și susținători ai Războiului Rece - precum William F. Buckley Jr. - în anii 1950 și 1960. Lucrarea susține că odată cu această schimbare, politica americană a avut de suferit, deoarece Vechea Dreaptă era cunoscută pentru promovarea noțiunii de guvern limitat și a politicii de neingerință, iar Noua Dreaptă americană a promovat etatismul și politicile anticomuniste la nivel mondial.
O mare parte a manuscrisului a fost redactat în 1971 și revizuit în 1973. Puține informații din textul original au fost modificate înainte să fie publicate în 2007.

### Audiobook
- The Betrayal of the American Right (ZIP) la Institutul Ludwig von Mises
- The Betrayal of the American Right la SoundCloud
- The Betrayal of the American Right la Apple Podcasts
- The Betrayal of the American Right la Google Podcasts